# Mohamed Hassanein Heikal
Mohamed Hassanein Heikal (En árabe: محمد حسنين هيكل) (El Cairo, 23 de septiembre de 1923 - El Cairo, 17 de febrero de 2016), fue un periodista y analista político egipcio que dirigió desde 1957 hasta 1974 el diario oficialista Al Ahram, además, fue director de la radio La voz de los Árabes. Es considerado el periodista y cronista por excepción de la historia árabe contemporánea, así como uno de los creadores y fieles defensores del panarabismo.  

## Juventud
Nació en el seno de una familia acomodada de mercaderes del Delta del Nilo y estudió comercio en la escuela, además, se graduó en la Universidad Americana en El Cairo. Allí entró en contacto con el periodista Keith Scott Watson, quien por el momento trabajaba para el diario egipcio de lengua inglesa llamado Egyptian Gazzete. Este periodista le consiguió trabajo y fue así como comenzó su andadura como corresponsal durante la Segunda Guerra Mundial. Entre otros episodios, Mohamed cubrió la importante batalla de El Alamein, en la cual los aliados pusieron fin a la idea que los alemanes tenían de ganar en Egipto.
Más tarde, Mohamed comenzó a trabajar en una revista egipcia llamada Akher Saa (La última hora), donde hacía reportajes semanales de investigación acerca de temas de gran relevancia como el Cólera. Además, fue editor de la revista durante los años 50 y cubrió acontecimientos tales como la guerra civil griega o los sucesivos golpes de estado en Siria, además de la guerra de Corea y la elección de J.F. Kennedy como presidente de los Estados Unidos. Sin embargo, el acontecimiento que sin ninguna duda cambió su vida fue la Guerra Árabe Israelí de 1948. Así fue como consiguió atraer a un público cada vez más fiel y defensor del mundo árabe, pero lo más importante es que fue allí donde conoció a Gamal Abdel Nasser, con quien mantuvo una estrecha amistad hasta el día de su muerte.

## El gobierno de Gamal Abdel Nasser (1954-1970)
En 1952, cuándo Heikal tenía tan solo 29 años, triunfó en Egipto el movimiento de los oficiales libres liderado por Gamal Abdel Nasser, con el cual se puso fin al régimen monárquico y se estableció un gobierno de corte revolucionario, nacionalista y antiimperialista. Durante esta etapa, que se extenderá desde 1954 hasta 1970, Mohamed Heikal es el editor jefe de la revista anteriormente citada, Akher Saa. Más tarde, entre 1957 y 1974 fue también editor jefe del conocido y popular periódico egipcio llamado Al-Ahram  y director de la radio La voz de los Árabes, emisora que rápidamente se convirtió en la radio por excelencia del mundo árabe y en el medio de comunicación más fiel y defensor de las ideas panarabistas.  La buena relación que durante todo ese tiempo mantuvo con Nasser, hizo que el periodista adoptara una defensa feroz de los ideales panarabistas y del ideario naserista. Además, se convirtió en un crítico de Israel y del proceso de colonialismo que, bajo su punto de vista, se estaba llevando a cabo en Palestina. Todo esto quedaba claramente reflejado en su labor periodística y fue así como consiguió que el periódico Al-Ahram fuera el medio de comunicación más influyente en el mundo árabe durante su periodo como editor.
En el año 1960, Nasser nacionalizó la prensa y la puso bajo el control de La Unión Árabe Socialista, que era la única organización política que existía. Así, fue como se consiguió un total control de la prensa y esta se utilizó como medio de propaganda más que como medio de información. Mohamed Heikal fue el máximo representante de esta tendencia y se convirtió en el portavoz del Nasserismo y del por entonces presidente del país, ya que además fue nombrado jefe de las editoriales Dar al-Hilal and Akhbar al-Youm, las dos únicas editoriales que existían en aquellos años.  Durante toda su etapa como jefe de estas dos editoriales y, gracias a la buena relación que tenía con el poder, Heikal consiguió crear una prensa más abierta y original sobre todo desde el punto de vista literario. Además, su influencia llegó a ser tal que en el año 1970 fue nombrado ministro de información, aunque únicamente ocupó este cargo durante seis meses, hasta la muerte de Gamal Abdel Nasser, el 28 de septiembre de 1970.

## Gobierno de Mohamed Anwar El-Sadat (1970-1981)
La muerte de Nasser supuso un acontecimiento muy dramático para todo el mundo árabe, pero fue rápidamente sustituido en su puesto por el político y militar Anwar el –Sadat, quien dirigiría el país hasta su asesinato en 1980. Durante los tres primeros años de su mandato, el periodista Heikal se mantuvo al frente del periódico Al- Ahram, pero en 1974 fue destituido y se le apartó de cualquier relación directa que tuviera con el poder.

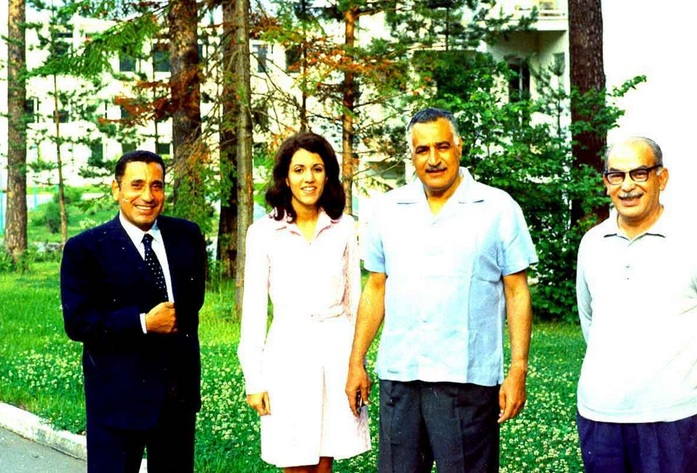
Mohamed Hassanein Heikal junto con Gamal Abdel Nasser

Esto fue consecuencia de que Heikal seguía siendo un periodista influyente en la región, muy leído por todo el mundo árabe y basaba muchos de sus escritos en realizar una gran crítica al gobierno de Sadat y a la actitud que este había adaptado en la guerra de octubre de 1973. Estas críticas hacia el gobierno, así como su gran protagonismo tanto a nivel nacional como internacional, hicieron que en 1978 fuera uno de la decena de escritores que fueron acusados de difamar a Egipto y de poner en peligro la paz social.
Más tarde, en el año 1981, Heikal fue detenido y encarcelado junto a un grupo de intelectuales, escritores y periodistas de renombre que estaban manifestando una fuerte oposición al régimen. Esta oposición a Sadat se debía en gran medida a la firma de los acuerdos de Camp David que había tenido lugar en 1978 y en los cuales Egipto firmó la paz con Israel. Desde este momento, Sadat instauró un régimen de censura sin precedentes que solo duraría hasta el día 6 de octubre de 1981, día en el que el presidente de Egipto fue asesinado en un atentado llevado a cabo por seis soldados durante el desfile militar que se hacía para conmemorar la guerra de octubre de 1973 de Egipto contra Israel. Este acontecimiento, así como el estudio de todo el régimen de Sadat, llevó a Heikal a escribir uno de sus libros más relevantes y conocidos, llamado Otoño de Furia: el asesinato de Sadat. En este relato de primera mano, el periodista hace un repaso por la biografía del presidente, por su ascenso al poder, pero también por el alejamiento que su régimen produjo de todo el mundo árabe y las causas que condujeron a su asesinato.

## Gobierno de Hosni Mubarak (1981-2011)
Mohamed Heikal fue liberado de la prisión varios meses después del asesinato de Sadat, en el momento en el que Hosni Mubarak se convirtió en el presidente de la República Árabe de Egipto. A pesar de que su relación con Mubarak no fue para nada comparable con la conflictiva relación que tuvo con el anterior presidente, tampoco gozó de los privilegios ni de ocupar los importantes cargos que había ocupado con su gran confidente Nasser. Sin embargo, durante todos los años en los cuales Mubarak ocupó el cargo de presidente de Egipto, Heikal siguió haciendo una labor periodística muy importante.
Gracias al auge de la televisión por satélite y a la creación de Al Jazeera, Heikal se volvió la cara más conocida del periodismo árabe. No solo gracias a la emisión de noticias, sino que creó programas propios tales como Ma Heikal (Con Heikal). En este programa, el periodista hacía un estudio propio de los eventos más importantes que estaban teniendo lugar a lo largo de todo Oriente Medio. Gracias al papel que como periodista había tenido durante todos los años anteriores, gozaba de gran privilegio y podía acceder a documentos confidenciales y a los líderes y diplomáticos del momento, lo que hizo que sus programas gozaran de una gran audiencia e importancia para todo el mundo árabe.
Como consecuencia de las revoluciones vividas en el país durante el año 2011, Mubarak se vio obligado a renunciar a su puesto como presidente, tras haber gobernado de manera dictatorial durante casi 30 años, lo que tuvo gran repercusión en todas las esferas de la vida en el país.

## Últimos años

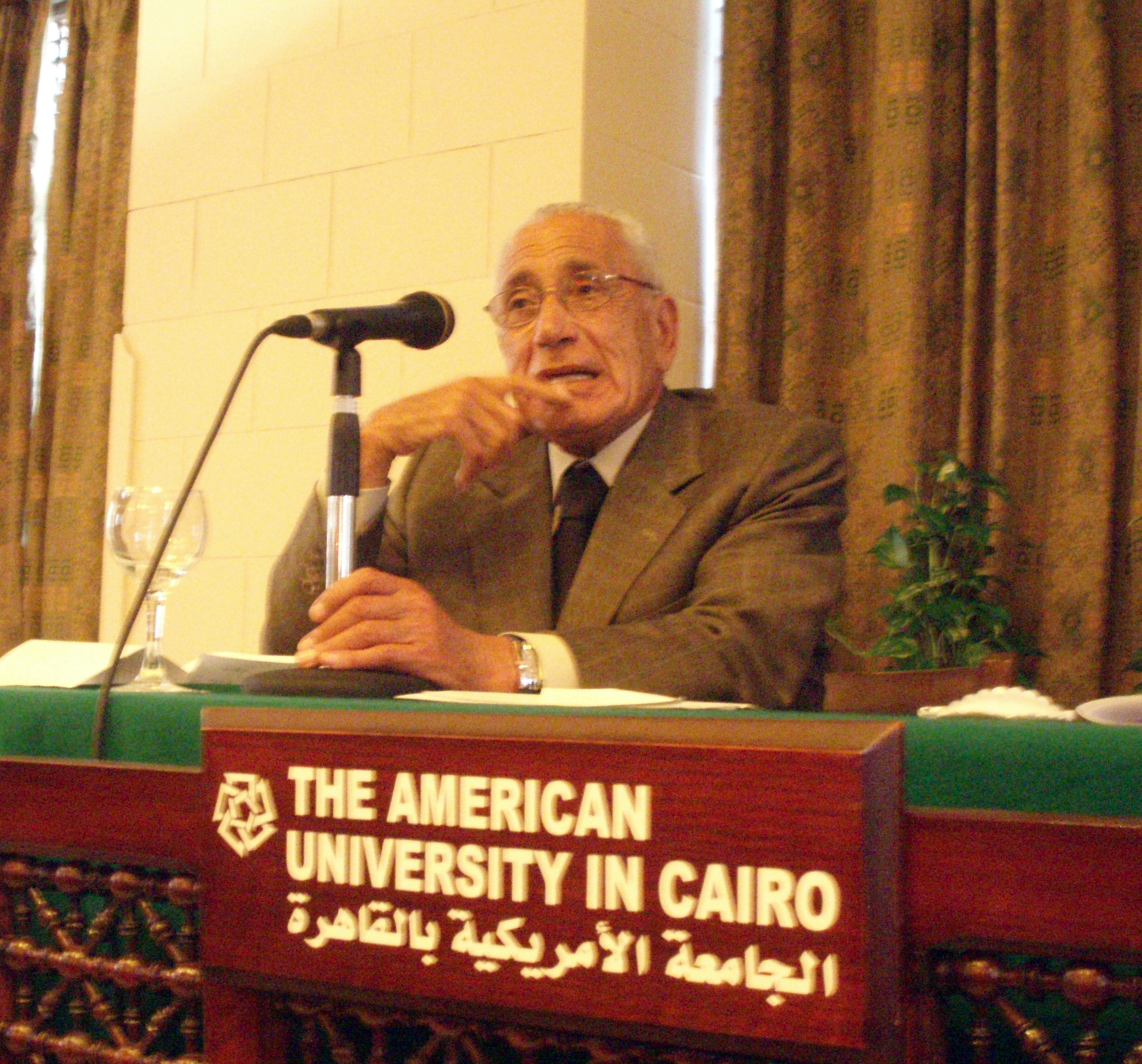
Mohamed Hassanein Heikal en la Universidad Americana de El Cairo

Tras las elecciones presidenciales que se llevaron a cabo entre mayo y junio de 2012 en el país, consecuencia de las revueltas vividas anteriormente, Mohamed Morsi, miembro de la organización de los Hermanos Musulmanes, fue elegido presidente. Únicamente ocupó ese cargo hasta julio de 2013, momento en el que Egipto se vio abocado a un nuevo golpe de Estado. Durante estos años, Heikal continuó desarrollando su actividad como periodista y, aunque creía que los Hermanos Musulmanes no eran la solución para Egipto, sí que defendía que era lo que la población quería y que la revolución iraní había abierto una puerta hacía la idea de que un gobierno islámico podía ser la solución a los problemas de muchos países árabes.
Pero Egipto se vio envuelto en 2013 en un nuevo golpe de Estado que cambió por completo el rumbo del país. El 3 de julio de este año, Abdul Fatah al Sisi, con la ayuda de su ejército derrocó al por entonces presidente electo de Egipto, Mohamed Morsi. El periodista, que siempre había manifestado una actitud nacionalista, vio en Sisi una buena oportunidad para volver a la época dorada que Egipto había experimentado con el que había sido su mejor amigo, Nasser. Por esto, Heikal mantuvo durante su última etapa una buena relación con el actual presidente de Egipto y ejerció su trabajo periodístico también hasta sus últimos años, basando su tiempo en conceder entrevistas a medios de comunicación extranjeros y asesorando siempre al presidente.
Además de su labor como periodista, Heikal destacó por su importante trabajo como escritor, ya que escribió más de 20 obras que han sido traducidas a diferentes idiomas, a diferencia de lo que ha ocurrido con otros grandes escritores árabes. Por ello, la influencia de Heikal es tan relevante tanto a nivel nacional como internacional. Entre ellas destacan Otoño de Furia: el asesinato de Sadat (1983), Los documentos del Cairo: los archivos secretos de Gamal Abdel Nasser (1973) o El regreso del Ayatollah: La revolución iraní, de Mossadeq a Jomeini (1981).
Mohamed Heikal fue sin duda el periodista árabe más conocido e influyente del momento tanto para el mundo musulmán como para el mundo occidental. Sin embargo, él siempre desarrolló un periodismo cercano a las élites y al poder y se mantuvo muy alejado de los problemas sociales de la población más vulnerable. Su figura representa la clara relación entre periodismo y política, lo que supuso que otros periodistas y compañeros suyos, aun reconociendo la importancia de su figura, hayan llevado a cabo una profunda crítica hacia su persona por haber estado siempre del lado del poder. Mohamed Hassanein Heikal falleció a sus 92 años en su ciudad natal, El Cairo, debido a una serie de complicaciones derivadas de su enfermedad de riñón.

## Obra original en inglés
- The Cairo Documents: The inside story of Nasser and his relationship with world, leaders, rebels and statesmen. 1972. ISBN: 9780385064477
- The road to Ramadam. 1975. ISBN: 9780812905670
- Sphinx and Commissar: The rise and fall of Soviet influence in the Arab world. 1978. ISBN:  9780002167871
- October War. 1980. ISBN: 9780394595962
- The Return of the Ayatollah: The Iranian revolution from Mossadeq to Khomeini. 1981. ISBN:  9780394522753
- Autumn of Fury: The assassination of Sadat. 1983. ISBN: ISBN 9780552990981
- Cutting the lion`s tale: Suez throught Egyptian Eyes. 1986. ISBN: 9780233979670
- Illusions of Triumph: An Arab view of The Gulf War. 1993. ISBN: 9780006379454
- Secret Channels: The inside story of Arab-Israeli peace negotiations. 1996. ISBN: 9780006383376.

## Obra traducida al español
- Los documentos de El Cairo: de los archivos secretos de Gamal Abdel Nasser. 1972.
- El regreso del Ayatollah: la revolución iraní de Mossadeq a Jomeini. 1982.
- Otoño de furia: el asesinato de Sadat. 1983